# Zarzecze (rejon nieświeski)
Zarzecze (biał. Зарэчча; ros. Заречье) – wieś na Białorusi, w obwodzie mińskim, w rejonie nieświeskim, w sielsowiecie Horodziej, przy Kolei Moskiewsko-Brzeskiej.

## Historia
Pod zaborami oraz w II Rzeczypospolitej wieś i folwark. W XIX i w początkach XX w. położone było w Rosji, w guberni mińskiej, w powiecie nowogródzkim, w gminie Horodziej.
W dwudziestoleciu międzywojennym leżało w Polsce, w województwie nowogródzkim, w powiecie nieświeskim, w gminie Horodziej. W 1921 wieś liczyła 389 mieszkańców, zamieszkałych w 76 budynkach, w tym 382 Białorusinów i 7 Polaków. 386 mieszkańców było wyznania prawosławnego i 3 rzymskokatolickiego. Folwark liczył zaś 41 mieszkańców, zamieszkałych w 6 budynkach, wyłącznie Polaków. 29 mieszkańców było wyznania rzymskokatolickiego i 12 prawosławnego.
Po II wojnie światowej w granicach Związku Sowieckiego. Od 1991 w niepodległej Białorusi.